# 龍興 (趙諗)
龍興（りゅうこう）は宋代に自立した趙諗が建てた私年号。1103年

## 西暦との対照表
| 龍興 | 元年   |
| 西暦 | 1103年 |
| 干支 | 癸未   |